# Chinese zuigkarper
De Chinese zuigkarper (Myxocyprinus asiaticus) is een straalvinnige vissensoort uit de familie van de zuigkarpers (Catostomidae). De wetenschappelijke naam van de soort is voor het eerst geldig gepubliceerd in 1864 door Bleeker.

## Kenmerken
Zijn op doorsnee driehoekige lichaam wordt gekenmerkt door witte of oranje en donkere dwarsbanden. Hij heeft een spitse rug en een vlakke buik. De bek bevat uitstulpbare, vlezige lippen. De lichaamslengte bedraagt 60 cm.

## Leefwijze
Bij zijn zoektocht naar voedsel bevindt zijn kop zich vaak tegen de stroom in, waardoor hij dankzij zijn vorm tegen de bodem wordt gedrukt. Hij leeft van kleine bodemdiertjes, die hij uit het slik haalt.

## Verspreiding en leefgebied
Deze soort komt voor in China, in het Yangtze-bekken in de onderste en middelste waterlagen van snelstromende wateren.